# Geoff Sanderson
Geoffrey M. "Geoff" Sanderson, född 1 februari 1972, är en kanadensisk före detta professionell ishockeyforward som tillbringade 17 säsonger i den nordamerikanska ishockeyligan National Hockey League (NHL), där han spelade för ishockeyorganisationerna Hartford Whalers, Carolina Hurricanes, Vancouver Canucks, Buffalo Sabres, Columbus Blue Jackets, Phoenix Coyotes, Philadelphia Flyers och Edmonton Oilers. Han producerade 700 poäng (355 mål och 345 assists) samt drog på sig 511 utvisningsminuter på 1 104 grundspelsmatcher. Sanderson spelade även på lägre nivåer för HPK i Liiga, Genève-Servette HC i Nationalliga A (NLA), Springfield Indians i American Hockey League (AHL) och Swift Current Broncos i Western Hockey League (WHL).
Han draftades i andra rundan i 1990 års draft av Hartford Whalers som 36:e spelare totalt.
Sanderson är far till Jake Sanderson och släkt till Sheldon och Wade Brookbank. Efter sin aktiva spelarkarriär har han varit utvecklingstränare för New York Islanders (2010–2012) och driver idag ett företag inom petroleumindustrin tillsammans med den före detta ishockeyspelaren Brendan Morrison.

## Statistik
| 1988–1989  | Swift Current Broncos | WHL        | 58   | 17  | 11  | 28  | 16  | 12 | 3 | 5  | 8  | 6  |
| 1989–1990  | Swift Current Broncos | WHL        | 70   | 32  | 62  | 94  | 56  | 4  | 1 | 4  | 5  | 8  |
| 1990–1991  | Hartford Whalers      | NHL        | 2    | 1   | 0   | 1   | 0   | 3  | 0 | 0  | 0  | 0  |
|            | Swift Current Broncos | WHL        | 70   | 62  | 50  | 112 | 57  | 3  | 1 | 2  | 3  | 4  |
|            | Springfield Indians   | AHL        | —    | —   | —   | —   | —   | 1  | 0 | 0  | 0  | 2  |
| 1991–1992  | Hartford Whalers      | NHL        | 64   | 13  | 18  | 31  | 18  | 7  | 1 | 0  | 1  | 2  |
| 1992–1993  | Hartford Whalers      | NHL        | 82   | 46  | 43  | 89  | 28  | —  | — | —  | —  | —  |
| 1993–1994  | Hartford Whalers      | NHL        | 82   | 41  | 26  | 67  | 42  | —  | — | —  | —  | —  |
| 1994–1995  | Hartford Whalers      | NHL        | 46   | 18  | 14  | 32  | 24  | —  | — | —  | —  | —  |
|            | HPK                   | Liiga      | 12   | 6   | 4   | 10  | 24  | —  | — | —  | —  | —  |
| 1995–1996  | Hartford Whalers      | NHL        | 81   | 34  | 31  | 65  | 40  | —  | — | —  | —  | —  |
| 1996–1997  | Hartford Whalers      | NHL        | 82   | 36  | 31  | 67  | 29  | —  | — | —  | —  | —  |
| 1997–1998  | Carolina Hurricanes   | NHL        | 40   | 7   | 10  | 17  | 14  | —  | — | —  | —  | —  |
|            | Vancouver Canucks     | NHL        | 9    | 0   | 3   | 3   | 4   | —  | — | —  | —  | —  |
|            | Buffalo Sabres        | NHL        | 26   | 4   | 5   | 9   | 20  | —  | — | —  | —  | —  |
| 1998–1999  | Buffalo Sabres        | NHL        | 75   | 12  | 18  | 30  | 22  | 19 | 4 | 6  | 10 | 14 |
| 1999–2000  | Buffalo Sabres        | NHL        | 67   | 13  | 13  | 26  | 22  | 5  | 0 | 2  | 2  | 8  |
| 2000–2001  | Columbus Blue Jackets | NHL        | 68   | 30  | 26  | 56  | 46  | —  | — | —  | —  | —  |
| 2001–2002  | Columbus Blue Jackets | NHL        | 42   | 11  | 5   | 16  | 12  | —  | — | —  | —  | —  |
| 2002–2003  | Columbus Blue Jackets | NHL        | 82   | 34  | 33  | 67  | 34  | —  | — | —  | —  | —  |
| 2003–2004  | Columbus Blue Jackets | NHL        | 67   | 13  | 16  | 29  | 34  | —  | — | —  | —  | —  |
|            | Vancouver Canucks     | NHL        | 13   | 3   | 4   | 7   | 4   | 7  | 1 | 1  | 2  | 4  |
| 2004–2005  | Genève-Servette HC    | NLA        | 9    | 4   | 1   | 5   | 29  | —  | — | —  | —  | —  |
| 2005–2006  | Columbus Blue Jackets | NHL        | 2    | 0   | 0   | 0   | 0   | —  | — | —  | —  | —  |
|            | Phoenix Coyotes       | NHL        | 75   | 25  | 21  | 46  | 58  | —  | — | —  | —  | —  |
| 2006–2007  | Philadelphia Flyers   | NHL        | 58   | 11  | 18  | 29  | 44  | —  | — | —  | —  | —  |
| 2007–2008  | Edmonton Oilers       | NHL        | 41   | 3   | 10  | 13  | 16  | —  | — | —  | —  | —  |
| NHL totalt | NHL totalt            | NHL totalt | 1104 | 355 | 345 | 700 | 511 | 55 | 9 | 10 | 19 | 32 |
| WHL total  | WHL total             | WHL total  | 198  | 111 | 123 | 234 | 129 | 19 | 5 | 11 | 16 | 18 |

### Internationellt
| Källa:        | Källa:        | Källa:        |         | Utv = Utvisningsminuter | Utv = Utvisningsminuter | Utv = Utvisningsminuter | Utv = Utvisningsminuter | Utv = Utvisningsminuter |
| År            | Lag           | Mästerskap    | Matcher | Mål                     | Assists                 | Poäng                   | Utv                     |                         |
| ------------- | ------------- | ------------- | ------- | ----------------------- | ----------------------- | ----------------------- | ----------------------- | ----------------------- |
| 1993          | Kanada        | VM            | 8       | 3                       | 3                       | 6                       | 2                       |                         |
| 1994          | Kanada        | VM            | 8       | 4                       | 2                       | 6                       | 8                       |                         |
| 1997          | Kanada        | VM            | 11      | 3                       | 2                       | 5                       | 2                       |                         |
| Senior totalt | Senior totalt | Senior totalt | 27      | 10                      | 7                       | 17                      | 12                      |                         |